# Compensão Esporte Clube
O Compensão Esporte Clube (conhecido como Manaus Compensão ou apenas Compensão), foi um clube de futebol com sede em Manaus, estado do Amazonas. Sediado no bairro da Compensa, foi por grande parte da sua existência um clube amador, porém, com curta história no profissionalismo, nos anos de 2009 e 2010.

## História
O Compensão ao longo de sua trajetória, obteve êxito no futebol amador, conquistando por duas vezes o Peladão, em 2006 e 2008. O Peladão é um torneio de caráter amador, mas que as equipes mais fortes sempre realizam grandes investimentos para buscar o título que envolve todas as comunidades dos bairros de Manaus. Neste período de grandes êxitos, o clube se tornou conhecido por ser sustentado por uma facção criminosa, que o tornou um de seus símbolos, sempre observado em diversos presídios da capital amazonense.
Observando o sucesso no amadorismo, o clube buscou se profissionalizar, com grandes ambições. Em 24 de Julho de 2009 registrou CNPJ para assim se filiar à Federação Amazonense de Futebol, sob o nome Manaus Compensão. Disputou a Segunda Divisão do mesmo ano, da qual foi campeão ao bater na final o ASA, outra equipe oriunda do amadorismo. Esse foi o último troféu oficial levantado no antigo estádio Vivaldo Lima.
Com a injeção de dinheiro de procedência duvidosa, o clube chegou à elite local com os holofotes virados para si, tendo reforços badalados, a imprensa local o colocou como um dos favoritos ao título da temporada de 2010. Estreou bem, empatando com o sempre forte Nacional em 0 a 0 e depois vencendo duas partidas seguidas. Mas, a partir dai, perdeu a primeira e teve uma sequência de altos e baixos que o deixaram na 8ª colocação geral, ruim mas o suficiente para se manter na elite. Em 2011 resolveu não participar do estadual, e foi rebaixado à Segunda Divisão. Em 2012 chegou a mudar de nome para Zona Leste Futebol Clube, mas a CBF vetou a participação do clube, e desde então, não mais retornou.
Após dois anos no profissionalismo, voltou à sua história no futebol amador, passando com o tempo a ser um grupo de times associados ao nome Compensão. Uma dessas filiações, o T5 Jamaica, foi a que mais obteve sucesso: foi campeão das edições do Peladão de 2014 e 2016, neste último perante 27 mil pessoas, na Arena da Amazônia, com a maioria dos presentes torcendo para a equipe da Compensa, com um bandeirão com o escudo do Compensão sendo aberto antes de iniciar a partida.
Em janeiro de 2017, uma operação da Polícia Federal escancarou o fato de que o clube era financiado pela facção criminosa Família do Norte, possuindo orçamento superior a quase todos os clubes profissionais do estado. Em dezembro do mesmo ano, durante um jogo treino entre as filiais Compensão e T5 Jamaica, 15 pessoas foram baleadas, 6 delas vindo a óbito. Os crimes foram motivados por uma briga dentro da facção criminosa, que acabou desaparecendo. Com o fim da FDN, as equipes ligadas ao nome Compensão também desapareceram.

## Símbolos

### Nome
O nome oficial da agremiação é Compensão Esporte Clube, chamado na mídia esportiva local de Manaus Compensão, o nome foi dado em homenagem ao bairro da Compensa.

### Escudo
O escudo oficial do clube compreende a um brasão dividido em três partes: uma superior, azul, com círculos vazados nos dois lados onde encontra-se escrito o nome do clube. Uma ao meio, branca e uma inferior, vermelha, onde está escrito "E.C.". Sobre este encontra-se uma bola, ao centro, de gomos pretos e brancos.

## Treinadores
- Delmo Arcângelo (2009)
- Luiz Carlos Winck (2009)
- Nailton Garcês (2010)
- Iane Geber (2010)

## Títulos

### Profissionais
- Campeonato Amazonense - 2ª Divisão: 1 vez (2009)

### Amadores
- Campeonato de Peladas do Amazonas "Peladão": 4 vezes (2006 e 2008 como Compensão; 2014 e 2016 como T5 Jamaica)